# Phascolosoma
Phascolosoma är ett släkte av stjärnmaskar. Phascolosoma ingår i familjen Phascolosomatidae.
Släktet Phascolosoma indelas i:
- Phascolosoma agassizii
- Phascolosoma albolineatum
- Phascolosoma ambiguum
- Phascolosoma annulatum
- Phascolosoma arcuatum
- Phascolosoma capitatum
- Phascolosoma carneum
- Phascolosoma constellatum
- Phascolosoma corallicolum
- Phascolosoma demanni
- Phascolosoma exasperatum
- Phascolosoma falcidentatum
- Phascolosoma fasciolatum
- Phascolosoma glabrum
- Phascolosoma granulatum
- Phascolosoma leachii
- Phascolosoma lobostomum
- Phascolosoma loricatum
- Phascolosoma maculatum
- Phascolosoma mauritaniense
- Phascolosoma meteori
- Phascolosoma nigritorquatum
- Phascolosoma noduliferum
- Phascolosoma nordfolcense
- Phascolosoma pacificum
- Phascolosoma placostegi
- Phascolosoma pourtalesi
- Phascolosoma puntarenae
- Phascolosoma pygmaeum
- Phascolosoma rueppellii
- Phascolosoma saprophagicum
- Phascolosoma semicinctum
- Phascolosoma stephensoni
- Phascolosoma turnerae
- Phascolosoma vermiculum